# Kinosternon oaxacae
Kinosternon oaxacae là một loài rùa trong họ Kinosternidae. Loài này được Berry & Iverson mô tả khoa học đầu tiên năm 1980.